# Heiner Heindorf
Heiner Heindorf ist das gemeinsame Pseudonym der deutschen Schriftsteller Gerhard Neumann (1930–2002) und Heiner Rank (1931–2014).

## Werke
- Die Hexylschmuggler Berlin. Kultur und Fortschritt, Berlin 1959
- Der grüne Stern. Kultur und Fortschritt, Berlin 1960.
- Museumsraub in Kairo. Deutscher Militärverlag, Berlin 1961.